# Au grand air
Au grand air (ゆるキャン△, Yurukyan△, stylisé en Yuru Camp△) est un seinen manga japonais écrit par Afro, prépublié dans le magazine Manga Time Kirara Forward de l'édition Hōbunsha depuis juillet 2015. La version française est éditée par nobi nobi ! depuis mai 2018.
Il a fait l'objet d'une adaptation en anime, produite par le studio C-Station et diffusée entre le 4 janvier et le 22 mars 2018. Une deuxième saison est diffusée du 7 janvier au 1er avril 2021. Un film d'animation est ensuite sorti le 1er juillet 2022. Une troisième saison est prévue pour 2024.

## Synopsis
La jeune Rin est une fervente adepte du camping en solitaire, et elle apprécie passer ses vacances au calme au pied du mont Fuji. Elle rencontre un jour Nadeshiko, une autre campeuse qui s'était égarée. Elles deviennent amies, puis Nadeshiko rejoint un club d'activités de plein air et devient amie avec les deux seuls membres du club, Chiaki Oogaki et Aoi Inuyama

## Personnages
Nadeshiko Kagamihara (各務原 なでしこ, Kagamihara Nadeshiko)
Voix japonaise : Yumiri Hanamori
Nadeshiko Kagamihara est une adolescente vive, joyeuse et un peu irréfléchie qui vient tout juste d'emménager à Yamanashi. Elle vit dans une petite maison tranquille avec ses parents et sa sœur aînée, Sakura. Alors qu'elle vient à peine d'arriver, elle part à vélo en direction de Motosuko, afin d'apercevoir le Mont Fuji. Malheureusement, ce dernier est caché par la brume, elle décide donc d'attendre et fini par s'endormir sur un banc près du camping. À son réveil, elle panique parce que la nuit est tombée et cherche désespérément quelqu'un pour l'aider. Elle rencontre alors Rin, qui la ramène à son campement et l'aide à joindre sa famille. Sa sœur Sakura vient ensuite la chercher. Nadeshiko est rapidement très impressionnée par Rin, qu'elle pense plus jeune qu'elle à cause de sa petite taille. Elle fréquente toutefois le même lycée. Après leur rencontre près du lac, elle lui laisse son numéro de téléphone et se met en quête de matériel de camping.
(Description rédigée par Miry-chan78)
Rin Shima (志摩 リン, Shima Rin)
Voix japonaise : Nao Tōyama
Une jeune fille au tempérament calme, qui aime bien camper seule.
Chiaki Oogaki (大垣 千明, Ōgaki Chiaki)
Voix japonaise : Sayuri Hara
La présidente du cercle de plein air.
Aoi Inuyama (犬山 あおい, Inuyama Aoi)
Voix japonaise : Aki Toyosaki
Une amie de Chiuki, membre du cercle.
Ena Saitō (斉藤 恵那, Saitō Ena)
Voix japonaise : Rie Takahashi
La camarade toujours enjouée de Rin.
Sakura Kagamihara (各務原 桜, Kagamihara Sakura)
Voix japonaise : Marina Inoue
La grande sœur de Nadeshiko.

## Manga
Yuru Camp est prépublié dans le magazine Manga Time Kirara Forward de Hōbunsha depuis juillet 2015. L'édition Yen Press détient les droits de publication pour l'Amérique du Nord. La sortie du premier volume du manga en anglais est prévue pour mars 2018.
La version française est éditée par nobi nobi ! depuis mai 2018.

### Liste des volumes
| no | Japonais         | Japonais          | Français          | Français          |
| no | Date de sortie   | ISBN              | Date de sortie    | ISBN              |
| --- | ---------------- | ----------------- | ----------------- | ----------------- |
| 1 | 12 novembre 2015 | 978-4-8322-4635-5 | 23 mai 2018       | 978-2-37349-199-9 |
| Liste des chapitres : - Chapitre 1 : Mont Fuji et nouilles instantanées - Chapitre 2 : Bienvenue au cercle de plein air ! - Chapitre 3 : La campeuse solitaire au pied de la montagne - Chapitre 4 : Mont Fuji et nabé - Chapitre 5 : Pas de camp sans matériel - Chapitre 6 : Camping d'hiver et café de montagne - Chapitre bonus : Dimanche et chaise longue                                                                    |                  |                   |                   |                   |
| 2 | 12 juillet 2016  | 978-4-8322-4719-2 | 4 juillet 2018    | 978-2-37349-200-2 |
| Liste des chapitres : - Chapitre 7 : Sources chaudes, solitude et repas de montagne - Chapitre 8 : Deux campements, deux points de vue - Chapitre 9 : Cadeau souvenir et barbecues imaginaires - Chapitre 10 : La viande, les feuilles d'automne et le lac mystérieux - Chapitre 11 : Camping d'hiver au lac Shibire - Chapitre 12 : Campeurs et lac de nuit - Chapitre 13 : Introduction au camping chic (ce sera dans l'interro) |                  |                   |                   |                   |
| 3 | 10 février 2017  | 978-4-8322-4804-5 | 19 septembre 2018 | 978-2-37349-201-9 |
| Liste des chapitres : - Chapitre 14 : Minobu Caribou Manjû Miam - Chapitre 15 : Rhume et voyage en solo - Chapitre 16 : GPS Nadeshiko à la rescousse - Chapitre 17 : Hayatarô et les nuits Komagane dans la brume - Chapitre 18 : Le sommet - Chapitre bonus : Activités extrascolaires |                  |                   |                   |                   |
| 4 | 12 juillet 2017  | 978-4-8322-4851-9 | 7 novembre 2018   | 978-2-37349-288-0 |
| Liste des chapitres : - Chapitre 19 : Réunion d'état-major - Chapitre 20 : Campeuses pressées et goûter en plein air - Chapitre 21 : Le camping de Noël commence ! - Chapitre 22 : Un dîner de fête - Chapitre 23 : 25 décembre - Chapitre bonus : En intérieur |                  |                   |                   |                   |
| 5 | 12 décembre 2017 | 978-4-8322-4900-4 | 20 février 2019   | 978-2-37349-296-5 |
| 6 | 12 mars 2018     | 978-4-8322-4927-1 | 9 mai 2019        | 978-2-37349-297-2 |
| 7 | 11 octobre 2018  | 978-4-8322-4983-7 | 28 août 2019      | 978-2-37349-359-7 |
| 8 | 26 avril 2019    | 978-4-8322-7092-3 | 22 janvier 2020   | 978-2-37349-437-2 |
| 9 | 10 janvier 2020  | 978-4-8322-7149-4 | 16 septembre 2020 | 978-2-37349-529-4 |
| 10 | 12 mars 2020     | 978-4-8322-7174-6 | 21 avril 2021     | 978-2-37349-601-7 |
| 11 | 7 janvier 2021   | 978-4-8322-7240-8 | 20 avril 2022     | 978-2-37349-756-4 |
| 12 | 12 avril 2021    | 978-4-8322-7269-9 | 12 juillet 2023   | 978-2-37349-931-5 |
| 13 | 10 mars 2022     | 978-4-8322-7352-8 | 12 juillet 2024   | 978-2-38496-309-6 |
| 14 | 10 novembre 2022 | 978-4-8322-7415-0 |                   |                   |
| 15 | 10 novembre 2023 | 978-4-8322-9501-8 |                   |                   |
| 16 | 12 mars 2024     | 978-4-8322-9529-2 |                   |                   |
| 17 | 12 mars 2025     | 978-4-8322-9621-3 |                   |                   |

## Anime
Yuru Camp est aussi le titre d'une adaptation en anime produite par le studio C-Station. Elle est réalisée par Yoshiaki Kyōgoku, avec Jin Tanaka au scénario et Mutsumi Sasaki au character design. La chanson de l’opening est Shiny Days, interprétée par la chanteuse Asaka, tandis que la chanson de l’ending s'intitule Fuyu Biyori, et est interprétée par Eri Sasaki. L’anime est diffusé depuis le 4 janvier 2018. Crunchyroll détient les droits de diffusion en streaming.
Le 6 octobre 2018, une deuxième saison, un anime court et un film sont annoncés. L'anime court, Room Camp, est diffusé du 6 janvier au 23 mars 2020. La deuxième saison est diffusée du 7 janvier au 1er avril 2021,. Le film d'animation sort le 1er juillet 2022. La troisième saison commence le 4 avril 2024.

### Liste des épisodes

#### Saison 1
| No | Titre français                                  | Titre japonais                     | Titre japonais                       | Date de 1re diffusion |
| No | Titre français                                  | Kanji                              | Rōmaji                               | Date de 1re diffusion |
| -- | ----------------------------------------------- | ---------------------------------- | ------------------------------------ | --------------------- |
| 1  | Nouilles au curry face au mont Fuji             | ふじさんとカレーめん               | Fuji-san to Karemen                  | 4 janvier 2018        |
| 2  | Bienvenue au cercle de plein air !              | ようこそ 野クルへ                  | Yōkoso Nokuru e                      | 11 janvier 2018       |
| 3  | Fondue relax au pied du mont Fuji               | ふじさんとまったりお鍋キャンプ     | Fuji-san to Mattari Onabe Kyanpu     | 18 janvier 2018       |
| 4  | Le cercle de plein air et la solitaire          | 野クルとソロキャンガール           | Yakyū to Soro Kyanpu Gāru            | 25 janvier 2018       |
| 5  | Deux campings, une vue pour deux                | 二つのキャンプ、二人の景色         | Futatsu no Kyanpu, Futari no Keshiki | 1er février 2018      |
| 6  | Viande, couleurs automnales et lac mystérieux   | お肉と紅葉と謎の湖                 | Oniku to Kōyō to Nazo no Mizūmi      | 8 février 2018        |
| 7  | Une nuit au bord du lac et des campeuses        | 湖畔の夜とキャンプの人々           | Kohan no Yoru to Kyanpu no Hitobito  | 15 février 2018       |
| 8  | Contrôles, caribou, délicieux gâteaux           | テスト、カリブー、まんじゅううまい | Tesuto, Karību, Manjū Umai           | 22 février 2018       |
| 9  | Nadeshiko guide et la nuit de vapeur            | なでしこナビと湯けむリの夜         | Nadeshiko Nabi to Yu Kemu Ri no Yoru | 1er mars 2018         |
| 10 | La voyageuse pas douée et la réunion de camping | 旅下手さんとキャンプ会議           | Tabi heta-san to kyanpu kaigi        | 8 mars 2018           |
| 11 | Au grand air pour Noël !                        | クリキャン！                       | Kurikyan!                            | 15 mars 2018          |
| 12 | Le mont Fuji et les filles au grand air         | ふじさんとゆるキャンガール         | Fuji-san to yuru kyan gāru           | 22 mars 2018          |

#### Saison 2
| No | Titre français                         | Titre japonais                     | Titre japonais                           | Date de 1re diffusion |
| No | Titre français                         | Kanji                              | Rōmaji                                   | Date de 1re diffusion |
| -- | -------------------------------------- | ---------------------------------- | ---------------------------------------- | --------------------- |
| 1  | Des nouilles au curry comme compagnons | 旅のおともにカレーめん             | Tabi no otomoni karēmen"                 | 7 janvier 2021        |
| 2  | Réveillon solo au grand air            | 大晦日のソロキャンガール           | Ōmisoka no soro kyan gāru                | 14 janvier 2021       |
| 3  | Camping chanceux et souvenirs          | たなぼたキャンプと改めて思ったこと | Tanabota kyanpu to aratamete omotta koto | 21 janvier 2021       |
| 4  | Un salaire pour des achats ?           | バイトのお金で何を買う？           | Baito no okane de nani o kau?            | 28 janvier 2021       |
| 5  | Caribou et lac de Yamanaka             | カリブーくんと山中湖               | Karibū-kun to yamanakako                 | 4 février 2021        |
| 6  | L’hiver au cap d’Ômama                 | 大間々岬の冬                       | Ōmama misaki no fuyu                     | 11 février 2021       |
| 7  | Le projet camping solo de Nadeshiko    | なでしこのソロキャン計画           | Nadeshiko no soro kyan keikaku           | 18 février 2021       |
| 8  | Camping en solo                        | ひとりのキャンプ                   | Hitori no kyanpu                         | 25 février 2021       |
| 9  | La fin de l’hiver et le jour du départ | 冬の終わりと出発の日               | Fuyu no owari to shuppatsu no hi         | 4 mars 2021           |
| 10 | Camping à Izu, lancement !             | 伊豆キャン！ はじまり              | Izu kyan! Hajimari                       | 11 mars 2021          |
| 11 | Camping à Izu, en avant !              | 伊豆キャン!! みちゆき              | Izu kyan!! Michiyuki                     | 18 mars 2021          |
| 12 | Camping à Izu, anniversaire !          | 伊豆キャン!!! バースデー！         | Izu kyan!!! Bāsudē!                      | 25 mars 2021          |
| 13 | Retour au bercail                      | ただいま                           | Tadaima                                  | 1er avril 2021        |

### Œuvres
Édition française
1. 1 2  (fr) « Au grand air T01 », sur nobi nobi ! (consulté le 7 septembre 2020)
2. 1 2  (fr) « Au grand air T02 », sur nobi nobi ! (consulté le 7 septembre 2020)
3. 1 2  (fr) « Au grand air T03 », sur nobi nobi ! (consulté le 7 septembre 2020)
4. 1 2  (fr) « Au grand air T04 », sur nobi nobi ! (consulté le 7 septembre 2020)
5. 1 2  (fr) « Au grand air T05 », sur nobi nobi ! (consulté le 7 septembre 2020)
6. 1 2  (fr) « Au grand air T06 », sur nobi nobi ! (consulté le 7 septembre 2020)
7. 1 2  (fr) « Au grand air T07 », sur nobi nobi ! (consulté le 7 septembre 2020)
8. 1 2  (fr) « Au grand air T08 », sur nobi nobi ! (consulté le 7 septembre 2020)
9. 1 2  (fr) « Au grand air T09 », sur nobi nobi ! (consulté le 7 septembre 2020)
10. 1 2  (fr) « Au grand air T10 », sur nobi nobi ! (consulté le 26 décembre 2020)
11. 1 2  (fr) « Au grand air T11 », sur nobi nobi ! (consulté le 3 juillet 2022)
12. 1 2  (fr) « Au grand air T12 », sur nobi nobi ! (consulté le 7 janvier 2024)
13. 1 2  (fr) « Au grand air T13 », sur nobi nobi ! (consulté le 30 juillet 2024)